# Eimeria adenoides
Eimeria adenoides – pasożytnicze pierwotniaki wywołujące u indyków chorobę pasożytniczą – kokcydiozę. Należy do królestwa protista, rodziny Eimeriidae, rodzaj Eimeria. Eimeria adenoides pasożytuje w odbytnicy i steku. Bardzo patogenna, śmiertelność może sięgać nawet 100%.
Objawy:
Najbardziej narażone są młode osobniki, do piątego tygodnia życia – wysoka śmiertelność, u osobników starszych ulegają pogorszeniu przyrosty.
- Apatia,
- nastroszone pióra,
- biegunka – pierw kałowa, potem krwista,
- śmierć.

Rozpoznanie
- Zbadać kał metodą flotacji – szukanie cyst,
- Sekcja padłych zwierząt – zmiany krwotoczno-martwicowe w jelitach;
- Barwiony wymaz ze zmienionych odcinków jelit (uwidocznione schizonty, gamonty, oocysty)

Leczenie
- Sulfonamidy, np. sulfonamindyna w domieszce 0,2% do karmy; przez kilka dni,
- Sulfachizoksalina – domieszka 0,03% do karmy,
- Toltrazuril – 7 mg / kg m.c. przez dwa dni